# 국

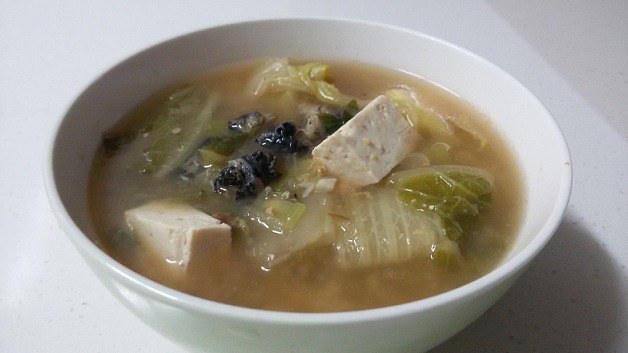
우거지우렁된장국의 모습.

국은 고기 또는 생선, 채소 등 식자재에 물을 많이 붓고 간을 맞추어 끓인 음식이다. 국에서 건더기를 제외한 물은 국물이라 부른다…………….

## 종류
온도에 따라 더운국과 찬국으로 나눌 수 있으며, 재료에 따라 고기국, 생선국, 채소국 등으로 분류하기도 한다. 맑은국과 탁하고 진한 국으로 나누기도 하며, 장을 넣은 것은 장국이라 부른다.

### 지역별

#### 한국
한국에는 국, 탕(湯), 찌개, 조치, 전골, 지짐이, 짜글이 등의 국물 요리가 있다.

#### 아시아

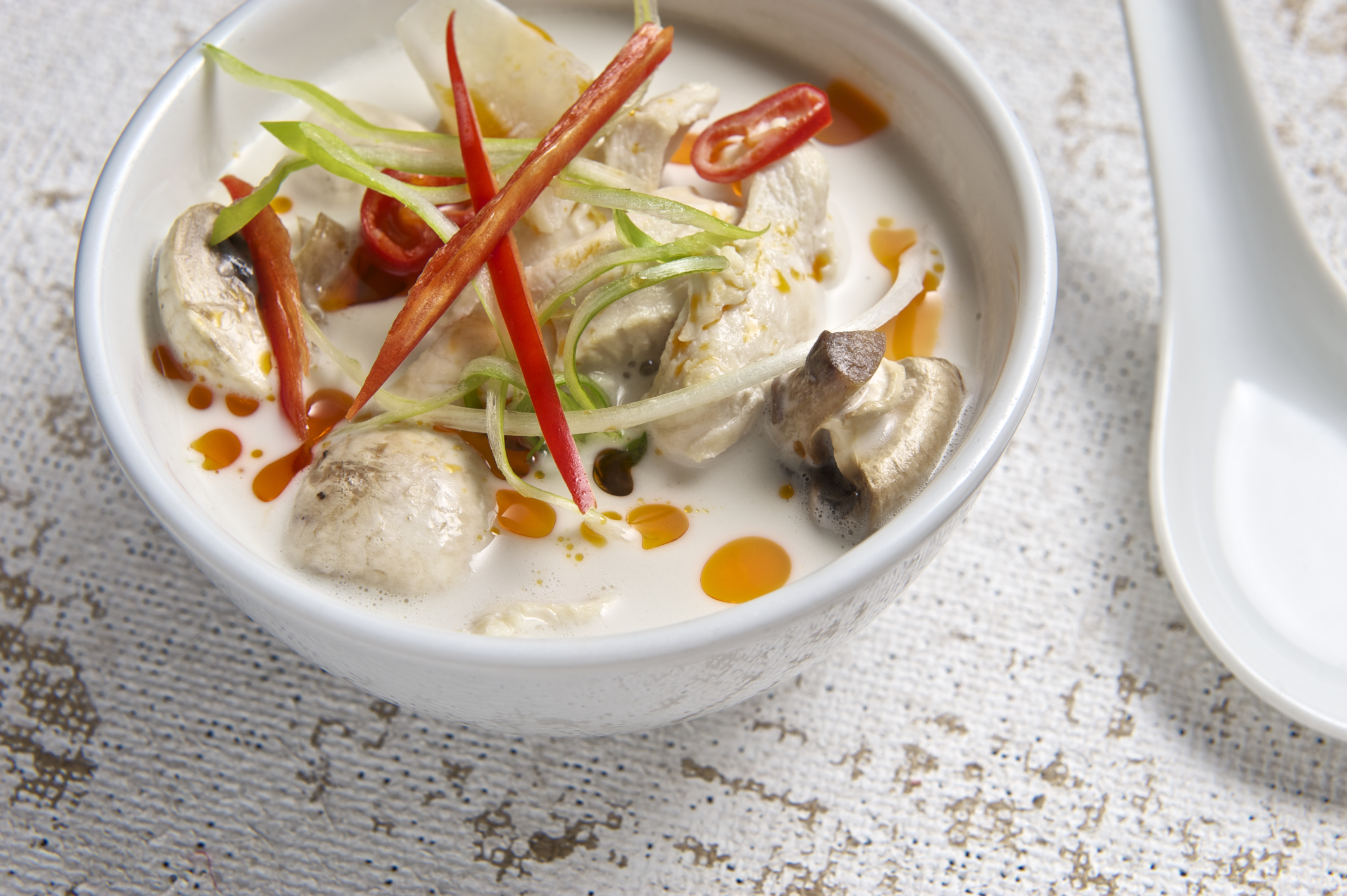
똠 카 까이

라오스와 태국에는 똠(ຕົ້ມ, ต้ม), 깽(ແກງ, แกง) 등의 국물 요리를 먹는다.
말레이시아, 싱가포르, 인도네시아에서는 소토(soto)라는 국물 요리를 먹는다.
베트남에서는 까인(canh)이라는 국물 요리를 먹는다.
서아시아와 중앙아시아에서는 초르바(çorba), 아시(آش) 등의 국물 요리를 먹는다.
인도와 파키스탄에서는 맑은국인 야흐니(यखनी, یخنی) 등의 국물 요리가 있다.
일본에는 시루(汁)와 맑은국인 스이(吸い), 전골과 비슷한 나베(鍋) 등의 국물 요리가 있다.
중국에는 탕(汤, 湯, tāng)과 걸쭉한 국인 겅(羹, gēng), 전골과 비슷한 훠궈(火锅, 火鍋, huǒguō) 등의 국물 요리가 있다.
캄보디아에서는 삼로(សម្ល)라는 국물 요리를 먹는다.

#### 유럽·아메리카

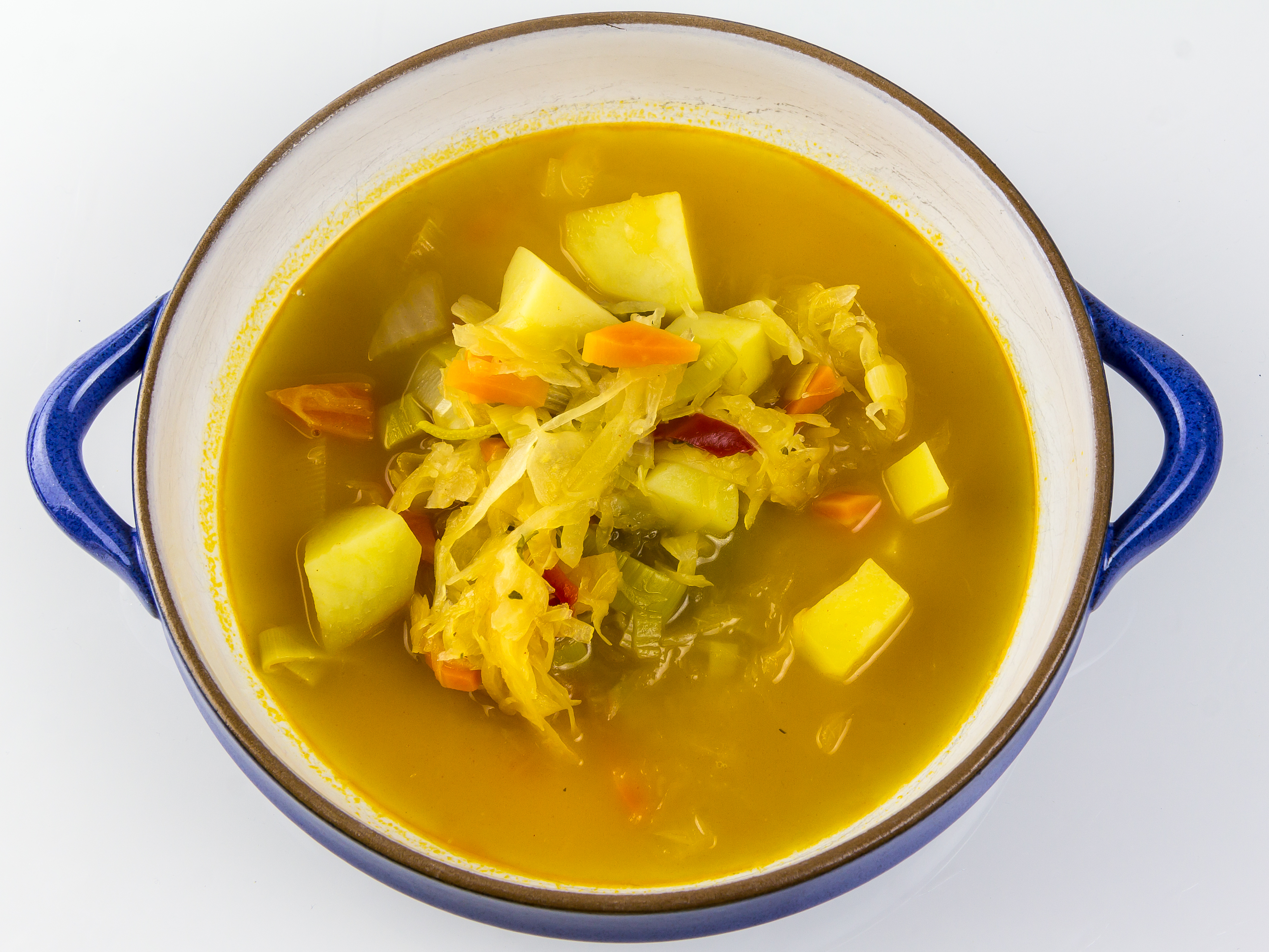
자우어크라우트주페

서양 요리의 국은 수프(soup)로 불린다. 맑은 수프인 콩소메(consommé), 브로도(brodo), 칼도/칼두(caldo) 등과 걸쭉한 수프인 포타주(potage). 블루테(velouté) 등으로 나눌 수 있다.

#### 아프리카
마다가스카르에서는 라수피(lasopy)라는 국물 요리를 먹는다.
아칸족 사람들은 은콴(nkwan)이라는 국물 요리를 먹는다.
요루바족 사람들은 오베(ọbẹ̀)라는 국물 요리를 먹는다.
하우사족 사람들은 미야(miya)라는 국물 요리를 먹는다.

## 같이 보기
- 밑국물
- 맑은국
- 찬국